# 4. Gardearmee (Rote Armee)
Die 4. Gardearmee (russisch 4-я гвардейская армия) war ein militärischer Großverband der Roten Armee der im Zweiten Weltkrieg an der südlichen und an der mittleren Ostfront eingesetzt wurde. Ihre Verbände kämpften 1943 in der Schlacht am Dnjepr, 1944 bei der Operation Jassy-Kischinew und im Kampf um Zentralungarn. Im letzten Kriegsjahr 1945 war die 4. Gardearmee Teil der 3. Ukrainischen Front und kämpfte zu Ende des Krieges in Niederösterreich.

## Geschichte

### 1943
Auf Anweisung des Hauptquartiers des Obersten Kommandos vom 16. April wurde am 5. Mai 1943 durch Umbenennung des Kommandos der 24. Armee die 4. Gardearmee gebildet. Die neue Armee sollte als Reserve für die Abwehr der deutschen Angriffe bei Kursk eingesetzt werden und umfasste folgende Großverbände:
- 20. Garde-Schützenkorps, Generalmajor Alexander Wassiljewitsch Gorbatow
- 21. Garde-Schützenkorps, Generalmajor Pjotr Iwanowitsch Fomenko
- 3. Garde-Panzerkorps, Generalmajor Iwan Antonowitsch Wowschenko

Am 3. Juli wurde die 4. Gardearmee in die Stawka-Reserve zurückgezogen, am 18. Juli der Steppenfront überstellt und am 23. Juli erneut in die Reserve des Hauptquartiers des Obersten Kommandos zurückgezogen.
Ab dem 13. August 1943 war die 4. Gardearmee Teil der Woronesch-Front und nahm an der Belgorod-Charkower Operation teil. Nachdem sich die Offensive erfolgreich entwickelte, erreichten die Truppen den Dnjepr und überquerten ihn. Am 2. September 1943 wurde die Armee wieder der Steppenfront (ab 16. Oktober 2. Ukrainischen Front) zugeteilt. Von November bis Dezember kämpfte die 4. Gardearmee darum, den westlichen Dnjepr-Brückenkopf in Richtung Kriwoi Rog zu erweitern.

### 1944
Im Januar 1944 nahm die 4. Gardearmee an der Kirowograder Operation teil und vom 24. Januar bis 17. Februar operierten die Truppen im Rahmen der 2. Ukrainischen Front (Marschall Konew) in der Korsun-Schewtschenkowsker Operation. Am 3. Februar schufen die Truppen in Zusammenarbeit mit den anderen Armeen der 2. und 1. Ukrainischen Front eine stabile Einkreisungsfront um die deutsche 8. Armee, die bis zum 18. Februar zur Niederlage der feindlichen Gruppierung führte.
Von März bis April nahm die 4. Gardearmee an der Uman-Botosaner Operation teil, bei der ihre Formationen den Dnjestr überquerten und von Norden her auf Kischinew vorgingen. Im August 1944 beteiligte sich die Armee an der Operation Jassy-Kischinew und wurde am 5. September in die Reserve des Hauptquartiers des Obersten Kommandos zurückgezogen.
Armeegliederung im Oktober 1944
31. Garde-Schützenkorps, Generalmajor Sergei Antonowitsch Bobruk
- 4., 34. und 40. Garde-Schützendivision

20. Garde-Schützenkorps, Generalmajor Nikolai Iwanowitsch Birjukow
- 5. Garde-Schützen- und 7. Garde-Luftlande-Division

21. Garde-Schützenkorps, Generalmajor Pjotr Iwanowitsch Fomenko
- 62., 69. und 41. Garde-Schützendivision

Reserve: 5. Garde-Kavalleriekorps, Generalleutnant Sergei Iljitsch Gorschkow
- 11. und 12. Garde- und 63. Kavalleriedivision (am 8. Dezember der 57. Armee unterstellt)

Am 3. November wurde die Armee an die 3. Ukrainische Front überstellt. Bis zum 24. November 1944 hatten die Truppen der 4. Gardearmee das östliche Ufer der Donau auf einer Frontlänge von 135 Kilometern von Mohacs bis Dunapentele besetzt. Galanins Truppen hielten die Verbindung zum rechten Flügel der 3. Ukrainischen Front aufrecht und reichten der auf Budapest vorgeschoben 46. Armee (Generalleutnant Petruschewski) die Hand.
Die 3. Ukrainische Front operierte danach bereits am westlichen Ufer der Donau auf 150 Kilometer Breite und 60 Kilometer Tiefe. Die 4. Gardearmee führte mit dem zugeteilten 18. Panzerkorps die Offensive nach Norden in Richtung Stuhlweißenburg fort und erreichte am 4. Dezember den Abschnitt zwischen Velencer See und dem Balaton. Am 20. Dezember starteten die 4. Gardearmee und die 46. Armee die nächste Offensive, um die Einkreisung von Budapest abzuschließen. Die 4. Gardearmee hatte fünf Schützendivisionen in der ersten Staffel, darunter die 4. und 40. Garde-Division mit der Aufgabe, die deutsch-ungarischen Truppen zwischen dem Velence-See und dem Sarviz-Kanal zu schlagen und Stuhlweißenburg spätestens am zweiten Tag einzunehmen. Die 4. Gardearmee stieß mit deutschen und ungarischen Einheiten zusammen, darunter der 23. Panzer- und Teilen der 1. Panzer-Division, Teile von drei ungarischen Infanterieregimentern und einem Kavallerieregiment. Truppen des 31. Garde-Schützenkorps (4., 34. und 40. Garde-Schützen-Division) umgingen die „Margareten-Linie“ am Velence-See von Westen und erreichten am 21. Dezember um 19:00 Uhr den nördlichen Ortsrand von Pákozd und den Raum östlich und südlich von Kisfalud. Tagsüber wurde auch die 34. Garde-Schützen-Division aus der zweiten Staffel vorgezogen und zwischen der 4. und 40. eingesetzt, sie konnte ihre Ziele jedoch aufgrund starken deutschen Widerstands nicht erreichen. Am Morgen des 22. Dezember starteten bis zu 300 Panzer der deutschen 3., 6., 23. Panzer-Division eine bereits vor dem Beginn der sowjetischen Offensive geplante Gegenoffensive, die vor allem die 46. Armee bei Velence traf. Trotz der Gegenangriffe rückte das benachbarte 18. Panzerkorps ungehindert weiter vor. Die Artillerie dieses Korps und des 31. Garde-Schützenkorps wurden nach Vereb verlegt, das genommen wurde. Am Ende des Tages war die Situation an der linken Flanke der 46. Armee wiederhergestellt, teilweise aufgrund der Verbindung mit der 4. Garde-Schützen-Division, die nördlich des Velence-Sees vorrücken konnte. Infolge dieser Vereinigung wurden einzelne deutsche Gruppen in der Region Nadap und den Wäldern von Lovasberény abgeschnitten und schließlich von der anrückenden 180. Schützendivision zerschlagen. Die Masse der 4. Gardearmee hatte derweil Stuhlweißenburg von drei Seiten angegriffen und am 23. Dezember eingenommen. Die „Margareten-Linie“ war auf 75 km breiten Front zwischen 15 und 20 km durchbrochen. Die Armee setzte das 31. Garde-Schützenkorps hinter dem der 18. Panzerkorps in Richtung Vértesacsa zur Verfolgung ein.
Am nächsten Tag umging und besetzte das 18. Panzerkorps mit den Truppen des 31. und 10. Garde-Schützenkorps Bicske und schnitt die letzten Verbindungen von Budapest nach Nordwesten ab. Am 25. Dezember trafen zwei sowjetische Armeen auf die 2. Ukrainische Front und vollendeten die Einkreisung der ungarischen Hauptstadt, wobei 9 gegnerische Divisionen mit etwa 100.000 Mann in Budapest eingeschlossen waren. Bis zum 29. Dezember war die 4. Gardearmee auf einer 160 km langen Linie von der Donau bis zum Südufer des Plattensee auseinandergezogen. Die Ankunft des deutschen IV. SS-Panzerkorps im Raum 20 Kilometer östlich von Komárom bedrohte den Aufmarsch der 2. Ukrainischen Front. Als Ablenkung unternahm die 4. Gardearmee am 30. Dezember einen Angriff auf ihre linke Flanke, der aber zurückgeschlagen wurde. Bis zum Abend war das 31. Garde-Schützenkorps und das 18. Panzerkorps nördlich von Vértes-hegység in heftige Kämpfe verwickelt. Am nächsten Tag wurde der 4. Gardearmee befohlen, in die Defensive zu gehen und den Raum Budapest von Westen her zu decken.

### 1945
Die 4. Gardearmee nahm Anfang Januar 1945 an der Budapester Offensive teil. Am 2., 7. und 19. Januar starteten die deutschen Truppen im Unternehmen Konrad drei starke Gegenangriffe zum Entsatz von Budapest. Die Front der 80. Garde-Schützendivision des 31. Garde-Schützenkorps (Generalmajor Sergei Bobruk) wurde durchbrochen. Gleichzeitig landeten deutsche Truppen am Südufer der Donau in der Schütte. Die 170. Panzerbrigade des unterstellten 18. Panzerkorps konnte nicht standhalten. Aufgrund des Widerstands des 31. Garde-Schützenkorps konnte der deutsche Angriff aber nur 6 km tief vorankommen. Nachdem der deutsche Versuch, an der rechten Flanke der 4. Gardearmee durchzubrechen, gescheitert war, wurde der Angriff gegen das 20. Garde-Schützenkorps im Gebiet nördlich von Bicske verlagert. Armeegeneral G. F. Sacharow konzentrierte dagegen eine Artilleriegruppe von 46 Geschützen und befahl dem 7. mechanisierten Korps mit Gegenangriffen.
Armeegliederung im April 1945
1. Garde-mechanisiertes Korps, Generalleutnant Iwan Nikititsch Russijanow
- 1., 2. und 3. Garde-mechanische Brigade, 9. Garde-Panzerbrigade

20. Garde-Schützenkorps, Generalmajor Nikolai Birjukow
- 5. und 7. Garde-Schützendivision, 40. Garde-Schützendivision

21. Garde-Schützenkorps, Generalmajor Semjon Kozak
- 41., 62. und 69. Garde-Schützendivision

31. Garde-Schützenkorps – Generalmajor Sergei Antonowitsch Bobruk
- 4., 34. und 80. Garde-Schützendivision

Sowjetische Panzertruppen unter General Krawtschenko überschritten nach der erfolgreichen Abwehr der deutschen Plattenseeoffensive am 29. März die damalige Reichsgrenze im Bezirk Oberpullendorf. Fünf Schützenkorps der 4. und 9. Gardearmee deckten während der Wiener Operation die Flanken der 6. Garde-Panzerarmee. Das 1. Garde-mech. Korps (Russijanow) verfolgte die 1. und 3. SS-Division über Ödenburg, die Masse der Infanterie der 4. Gardearmee verfolgte den Gegner parallel zum rechten Flügel Krawtschenkos über Eisenstadt und Gramatneusiedl nach Schwechat. Anfang April nahm das abkommandierte 31. Garde-Schützenkorps (Generalmajor Bobruk) an der Westumfassung Wiens teil und wurde über den durch die 6. Garde-Panzerarmee freigekämpften Korridor nachgeführt und nordwestlich von Klosterneuburg eingesetzt. Das 21. und 20. Garde-Schützenkorps (Generalmajor Birjukow) hatte am 6. April Befehl den Vormarsch über Simmering nach Leopoldstadt zu führen, es bekam den Befehl den Donaukanal zu überschreiten und besetzte die Wiener Praterinsel.
Anfang Mai rückte die 3. US-Armee aus Bayern über den Inn zur Donau vor und besetzte Linz. Einheiten der 65. Infanterie-Division (Generalmajor Stanley Eric Reinhart) besetzten am 8. Mai Amstetten und nahmen in der Nacht zum 9. Mai 1945 in Erlauf Verbindung mit der sowjetischen 7. Garde-Luftlandedivision (Generalmajor Dmitri A. Dritschkin) der 4. Gardearmee auf.
Die 4. Gardearmee blieb nach dem Krieg bestehen und wurde erst im März 1947 aufgelöst.

## Führung
Oberbefehlshaber
- Generalleutnant Grigori Iwanowitsch Kulik, 20. April – 22. September 1943
- Generalleutnant Alexei Iwanowitsch Sygin, 22. – 27. September 1943
- Generalleutnant Iwan Wassiljewitsch Galanin, 28. September 1943 – Januar 1944
- Generalmajor Alexander Iwanowitsch Ryschow, 6. Januar – 2. Februar 1944
- Generalleutnant Ilja Kornilowitsch Smirnow, 3. – 22. Februar 1944
- Generalleutnant Iwan Wassiljewitsch Galanin, 28. Februar – 25. November 1944
- Armeegeneral Georgi Fjodorowitsch Sacharow, 29. November 1944 bis 1. März 1945
- Generalleutnant Nikanor Dmitrijewitsch Sachwatajew, 1. März 1945 bis 10. Juli 1945
- Generaloberst Dmitri Nikolajewitsch Gusjew, 10. Juli 1945 – März 1946
- Generaloberst Wladimir Sacharowitsch Romanowski, April 1946 – März 1947

Stabschefs
- Generalmajor P. M. Wercholowitsch, April 1943 – März 1944
- Generalmajor/Generalleutnant K. N. Derewianko, März 1944 – bis Kriegsende

Mitglieder des Kriegsrats
- Oberst/Generalmajor I. A. Gawrilow, April 1943 – August 1944
- Oberst D. T. Schepilow, August 1944 – Mai 1945